# Cassandra Gava
Cassandra Gava (* 28. April 1959 in San Francisco als Cassandra Gaviola) ist eine US-amerikanische Filmschauspielerin.

## Leben
Cassandra Gava ist seit Ende der 1970er Jahre als Filmschauspielerin tätig. 1982 spielte sie die Feuerhexe in Conan der Barbar. 1983 war sie als Alessa in Höllenjagd bis ans Ende der Welt zu sehen.
Seit 2004 betätigt sie sich auch als Executive Producerin für kleinere Filmproduktionen.

## Filmografie (Auswahl)
- 1979–1981: Trapper John, M.D. (Fernsehserie, 12 Folgen)
- 1982: Conan der Barbar (Conan the Barbarian)
- 1982: Beastmaster – Der Befreier (The Beastmaster)
- 1982: Nightshift – Das Leichenhaus flippt völlig aus (Night Shift)
- 1982: Kammer der Schrecken (The Black Room)
- 1983: Höllenjagd bis ans Ende der Welt (High Road to China)
- 1989: Mortal Passions
- 1990: The Amityville Curse – Der Fluch (The Amityville Curse)
- 1996: Last Man Standing
- 2010: I Want to Be a Soldier (De mayor quiero ser soldado)
- 2011: Mysteria
- 2017: Executor